# Shin Min-ha
Shin Min-ha, 신민하? (Chungju, 15 settembre 2005), è un calciatore sudcoreano, difensore del Gangwon.

## Carriera

### Club
Ha esordito nella K League 1 con il Gangwon nel 2023.

### Nazionale
Nel 2024 esordisce con la Corea del Sud under-20, con cui nel 2025 partecipa alla Coppa d'Asia. Gioca 4 partite segnando una doppietta nella vittoria ai rigori contro l'Uzbekistan under-20 ai quarti di finale.

## Statistiche

### Presenze e reti nei club
Statistiche aggiornate 25 maggio 2025.
| Stagione        | Squadra         | Campionato      | Campionato | Campionato | Coppe nazionali | Coppe nazionali | Coppe nazionali | Coppe continentali | Coppe continentali | Coppe continentali | Altre coppe | Altre coppe | Altre coppe | Totale | Totale |
| Stagione        | Squadra         | Comp            | Pres       | Reti       | Comp            | Pres            | Reti            | Comp               | Pres               | Reti               | Comp        | Pres        | Reti        | Pres   | Reti   |
| --------------- | --------------- | --------------- | ---------- | ---------- | --------------- | --------------- | --------------- | ------------------ | ------------------ | ------------------ | ----------- | ----------- | ----------- | ------ | ------ |
| 2024            | Gangwon         | KL1             | 20         | 0          | CC              | 2               | 0               |                    | -                  | -                  |             | -           | -           | 22     | 0      |
| 2025            | Gangwon         | KL1             | 13         | 1          | CC              | 0               | 0               |                    | -                  | -                  |             | -           | -           | 13     | 1      |
| Totale carriera | Totale carriera | Totale carriera | 33         | 1          |                 | 2               | 0               |                    | -                  | -                  |             | -           | -           | 35     | 1      |